# Борщівський обласний краєзнавчий музей
Борщі́вський обласни́й комуна́льний краєзна́вчий музе́й — краєзнавчий музей, культурно-освітній заклад у місті Борщів, Тернопільська область. Створений 1976 року на громадських засадах. 1979 отримав статус державного, 2003 — обласного музею.

## Структура, фонди і діяльність
Діють відділи:
- історико-краєзнавчий,
- музей Т.Шевченка,
- картинна галерея,
- печера-музей «Вертеба».

Загальна кількість фондів — понад 21 тис. предметів.
Зберігаються археологічні колекції (зокрема трипільської кераміки), колекція вишитих сорочок (так звана «борщівська сорочка»), колекція творів українських художників (зокрема, роботи графіків Я.Гніздовського і Л.Левицького). Представлено експонати з історії Борщівщини від найдавніших часів, предмети побуту й етнографії.
В музеї відбулися конференції до 90-річчя О.Кандиби-Ольжича (1997), міжнародна археологічна з питань трипільської культури (1999) та інші. Від 1990 працює археологічна експедиція.
Музей видає науково-краєзнавчий збірник «Літопис Борщівщини».